# Rastrelliger faughni
Rastrelliger faughni és una espècie de peix de la família dels escòmbrids i de l'ordre dels perciformes.

## Morfologia
Els mascles poden assolir els 20 cm de longitud total.

## Distribució geogràfica
Es troba des de l'Índia fins a Fidji i Taiwan.